# Conus recurvus
Espèce
Conus recurvus est une espèce de mollusques gastéropodes marins de la famille des Conidae.
Comme toutes les espèces du genre Conus, ces escargots sont prédateurs et venimeux. Ils sont capables de « piquer » les humains et doivent donc être manipulés avec précaution, voire pas du tout.

## Description
La taille de la coquille varie entre 40 mm et 100 mm.

## Distribution
Cette espèce marine est présente dans l'océan Pacifique au large de la Baja California, du Mexique au Pérou ; au large des Îles Galápagos.

## Taxonomie

### Publication originale
L'espèce Conus recurvus a été décrite pour la première fois en 1833 par le naturaliste britannique William John Broderip dans « Proceedings of the Zoological Society of London »,.

### Synonymes
- Conus (Dauciconus) recurvus Broderip, 1833 · appellation alternative
- Conus gradatus thaanumi Schwengel, 1955 · non accepté
- Gradiconus recurvus (Broderip, 1833) · non accepté

### Sous-espèces
- Conus recurvus var. helenae Schwengel, 1955, accepté en tant que Conus scalaris Valenciennes, 1832